# Championnats d'Europe de BMX 2013
Navigation
2011-2012 2014
L'édition 2013 des Championnats d'Europe de BMX s'est déroulée sur 6 rencontres de 2 jours, soit 12 manches. Les lieux de compétitions sont Messigny-et-Vantoux (France), Pardubice (République tchèque), Weiterstadt (Allemagne), Ängelholm (Suède), Riga (Lituanie) et Dessel (Belgique).

## Podiums
| Épreuves       | Or               | Argent           | Bronze           |
| Hommes élites  | Māris Štrombergs | Edzus Treimanis  | Quentin Caleyron |
| Hommes juniors | Amidou Mir       | Tore Navrestad   | Niek Kimmann     |
| Femmes élites  | Manon Valentino  | Vilma Rimšaitė   | Elke Vanhoof     |
| Femmes juniors | Sarah Sailer     | Mathilde Doudoux | Mélanie Grün     |

## Hommes élites

### Résultats
| Lieu                         | Date            | Manche    | Classe UCI | Vainqueur             | Deuxième         | Troisième        |
| ---------------------------- | --------------- | --------- | ---------- | --------------------- | ---------------- | ---------------- |
| Messigny-et-Vantoux France   | 6 avril 2013    | Manche 1  | 4          | Māris Štrombergs      | Quentin Caleyron | Edzus Treimanis  |
| Messigny-et-Vantoux France   | 7 avril 2013    | Manche 2  | 4          | Māris Štrombergs      | Quentin Caleyron | Edzus Treimanis  |
| Pardubice République tchèque | 27 avril 2013   | Manche 3  | 4          | Māris Štrombergs      | Edzus Treimanis  | Toms Mankus      |
| Pardubice République tchèque | 28 avril 2013   | Manche 4  | 4          | Māris Štrombergs      | Toms Mankus      | Rihards Veide    |
| Weiterstadt Allemagne        | 18 mai 2013     | Manche 5  | 4          | Māris Štrombergs      | Edzus Treimanis  | Jelle van Gorkom |
| Weiterstadt Allemagne        | 19 mai 2013     | Manche 6  | 4          | Māris Štrombergs      | Edzus Treimanis  | Sylvain André    |
| Ängelholm Suède              | 1er juin 2013   | Manche 7  | 4          | Māris Štrombergs      | Sylvain André    | Edzus Treimanis  |
| Ängelholm Suède              | 2 juin 2013     | Manche 8  | 4          | Corben Sharrah        | Māris Štrombergs | Quentin Caleyron |
| Riga Lettonie                | 8 juin 2013     | Manche 9  | 4          | Quentin Caleyron      | Māris Štrombergs | Sylvain André    |
| Riga Lettonie                | 9 juin 2013     | Manche 10 | 4          | Edzus Treimanis       | Māris Štrombergs | Carlos Ramírez   |
| Dessel Belgique              | 13 juillet 2013 | Manche 11 | 3          | Edzus Treimanis       | Rihards Veide    | Twan van Gendt   |
| Dessel Belgique              | 14 juillet 2013 | Manche 12 | 4          | Raymon van der Biezen | Rihards Veide    | Martijn Jaspers  |

### Classement
Le classement s'effectue sur la totalisation des points relatifs aux 10 meilleurs classements du pilote. Les points non-totalisés sont barrés.
| Classement | Pilote                | Total | Drapeau de la France | Drapeau de la France | Drapeau de la Tchéquie | Drapeau de la Tchéquie | Drapeau de l'Allemagne | Drapeau de l'Allemagne | Drapeau de la Suède | Drapeau de la Suède | Drapeau de la Lettonie | Drapeau de la Lettonie | Drapeau de la Belgique | Drapeau de la Belgique |
| ---------- | --------------------- | ----- | -------------------- | -------------------- | ---------------------- | ---------------------- | ---------------------- | ---------------------- | ------------------- | ------------------- | ---------------------- | ---------------------- | ---------------------- | ---------------------- |
| 1          | Māris Štrombergs      | 351   | 39                   | 39                   | 39                     | 39                     | 37                     | 36                     | 35                  | 31                  | 31                     | 25                     |                        |                        |
| 2          | Edzus Treimanis       | 311   | 31                   | 32                   | 34                     | 25                     | 32                     | 34                     | 28                  | 24                  | 25                     | 31                     | 39                     | 25                     |
| 3          | Quentin Caleyron      | 291   | 35                   | 32                   | 30                     | 30                     | 30                     | 26                     | 15                  | 28                  | 32                     | 14                     | 28                     | 20                     |
| 4          | Rihards Veide         | 275   | 24                   | 28                   | 13                     | 32                     | 29                     | 30                     | 20                  | 24                  | 17                     | 19                     | 34                     | 35                     |
| 5          | Sylvain André         | 262   | 27                   | 22                   | 20                     | 26                     | 25                     | 32                     | 29                  | 25                  | 26                     | 21                     | 17                     | 29                     |
| 6          | Toms Mankus           | 230   | 24                   | 29                   | 29                     | 35                     |                        |                        | 19                  | 21                  | 20                     | 12                     | 21                     | 20                     |
| 7          | Vincent Pelluard      | 223   | 24                   | 18                   | 27                     | 23                     | 22                     | 25                     | 21                  | 17                  | 17                     |                        | 27                     | 19                     |
| 8          | Luis Brethauer        | 186   | 9                    | 21                   | 25                     | 25                     | 19                     | 14                     | 15                  | 11                  | 19                     | 14                     | 19                     | 15                     |
| 9          | Glenn van de Wetering | 170   | 14                   | 12                   | 19                     | 18                     | 13                     | 15                     | 16                  | 13                  |                        |                        | 24                     | 26                     |
| 10         | Carlos Ramírez        | 148   |                      |                      | 18                     | 23                     | 18                     | 22                     | 19                  | 19                  | 11                     | 18                     |                        |                        |

## Femmes élites

### Résultats
| Lieu                         | Date            | Manche    | Classe UCI | Vainqueur       | Deuxième          | Troisième          |
| ---------------------------- | --------------- | --------- | ---------- | --------------- | ----------------- | ------------------ |
| Messigny-et-Vantoux France   | 6 avril 2013    | Manche 1  | 4          | Shanaze Reade   | Merle Van Benthem | Manon Valentino    |
| Messigny-et-Vantoux France   | 7 avril 2013    | Manche 2  | 4          | Shanaze Reade   | Merle Van Benthem | Simone Christensen |
| Pardubice République tchèque | 27 avril 2013   | Manche 3  | 4          | Manon Valentino | Vilma Rimšaitė    | Eva Ailloud        |
| Pardubice République tchèque | 28 avril 2013   | Manche 4  | 4          | Eva Ailloud     | Merle Van Benthem | Aneta Hladíková    |
| Weiterstadt Allemagne        | 18 mai 2013     | Manche 5  | 4          | Manon Valentino | Laura Smulders    | Simone Christensen |
| Weiterstadt Allemagne        | 19 mai 2013     | Manche 6  | 4          | Manon Valentino | Laura Smulders    | Stefany Hernández  |
| Ängelholm Suède              | 1er juin 2013   | Manche 7  | 4          | Manon Valentino | Nadja Pries       | Simone Christensen |
| Ängelholm Suède              | 2 juin 2013     | Manche 8  | 4          | Vilma Rimšaitė  | Sandra Aleksejeva | Nadja Pries        |
| Riga Lettonie                | 8 juin 2013     | Manche 9  | 4          | Manon Valentino | Vilma Rimšaitė    | Romana Labounková  |
| Riga Lettonie                | 9 juin 2013     | Manche 10 | 4          | Manon Valentino | Vilma Rimšaitė    | Aneta Hladíková    |
| Dessel Belgique              | 13 juillet 2013 | Manche 11 | 3          | Laura Smulders  | Manon Valentino   | Elke Vanhoof       |
| Dessel Belgique              | 14 juillet 2013 | Manche 12 | 4          | Manon Valentino | Laura Smulders    | Vilma Rimšaitė     |

### Classement
Le classement s'effectue sur la totalisation des points relatifs aux 10 meilleurs classements du pilote. Les points non-totalisés sont barrés.
| Classement | Pilote             | Total | Drapeau de la France | Drapeau de la France | Drapeau de la Tchéquie | Drapeau de la Tchéquie | Drapeau de l'Allemagne | Drapeau de l'Allemagne | Drapeau de la Suède | Drapeau de la Suède | Drapeau de la Lettonie | Drapeau de la Lettonie | Drapeau de la Belgique | Drapeau de la Belgique |
| ---------- | ------------------ | ----- | -------------------- | -------------------- | ---------------------- | ---------------------- | ---------------------- | ---------------------- | ------------------- | ------------------- | ---------------------- | ---------------------- | ---------------------- | ---------------------- |
| 1          | Manon Valentino    | 272   | 20                   | 24                   | 30                     | 14                     | 31                     | 31                     | 30                  | 19                  | 26                     | 27                     | 23                     | 30                     |
| 2          | Vilma Rimšaitė     | 221   | 12                   | 17                   | 27                     | 21                     | 16                     | 18                     | 21                  | 31                  | 23                     | 23                     | 16                     | 24                     |
| 3          | Elke Vanhoof       | 191   | 19                   | 22                   | 13                     | 21                     | 19                     | 16                     | 20                  | 17                  |                        |                        | 24                     | 20                     |
| 4          | Aneta Hladíková    | 175   | 15                   | 24                   | 19                     | 19                     | 16                     | 13                     | 16                  | 13                  | 15                     | 15                     | 18                     | 18                     |
| 5          | Nadja Pries        | 135   | 4                    | 11                   | 10                     | 17                     | 17                     | 15                     | 23                  | 19                  |                        |                        | 10                     | 9                      |
| 6          | Dana Sprengers     | 125   | 14                   | 16                   | 10                     | 9                      | 14                     | 11                     | 15                  | 11                  | 10                     | 13                     | 11                     | 10                     |
| 7          | Eva Ailloud        | 124   | 22                   | 25                   | 21                     | 28                     |                        |                        |                     |                     |                        |                        | 19                     | 9                      |
| 8          | Simone Christensen | 123   | 11                   | 23                   |                        |                        | 18                     | 14                     | 19                  | 16                  |                        |                        | 17                     | 5                      |
| -          | Romana Labounková  | 123   | 3                    | 4                    | 13                     | 10                     | 10                     | 19                     | 8                   | 19                  | 14                     | 11                     | 10                     | 9                      |
| 10         | Pauline Corlobé    | 118   | 12                   | 16                   | 14                     | 7                      | 11                     | 10                     | 13                  | 11                  | 4                      | 12                     | 4                      | 12                     |

## Tableau des médailles
| Rang | Nation    | Or | Argent | Bronze | Total |
| ---- | --------- | -- | ------ | ------ | ----- |
| 1    | France    | 2  | 1      | 2      | 5     |
| 2    | Lettonie  | 1  | 1      | 0      | 2     |
| 3    | Allemagne | 1  | 0      | 0      | 1     |
| 4    | Lituanie  | 0  | 1      | 0      | 1     |
| 4    | Norvège   | 0  | 1      | 0      | 1     |
| 6    | Belgique  | 0  | 0      | 1      | 1     |
| 6    | Pays-Bas  | 0  | 0      | 1      | 1     |
|      | Total     | 4  | 4      | 4      | 12    |